# Sean David Lowe

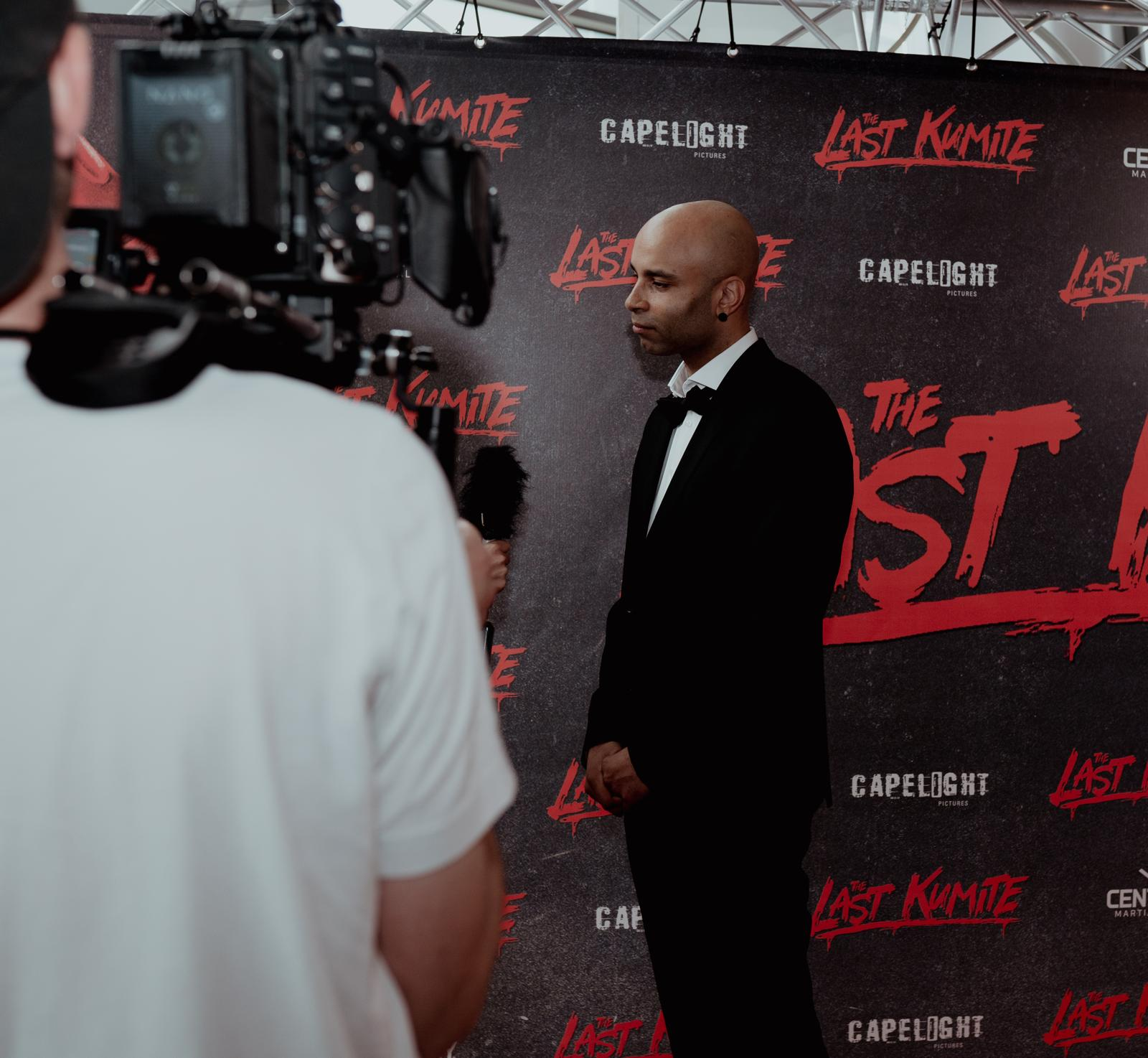
Sean David bei der "Last Kumite" Premiere in Düsseldorf

Sean David Lowe (* in Köln) ist ein deutscher Filmproduzent, Moderator und Drehbuchautor.

## Leben
In den 2000er-Jahren als Musikproduzent und Songwriter aktiv, performte Sean David in seiner Musiklaufbahn mit Mariah Carey, Beyoncé und Rihanna. 2007 schaffte es seine erste Produktion "Something 4 the Clubs" in die deutschen Singlecharts.
2011 kehrte Lowe der Musikbranche den Rücken und gründete 2015 mit Roger Nagel den Basketballverein "Capitol Bascats", den er als Manager und viele Jahre als Trainer in die 1. Bundesliga führte. Nach dem Aufstieg in die Bundesliga beendete er seine Basketball-Management- und Trainerlaufbahn.
Seit 2016 moderiert Lowe das Basketballformat Basketball Time Machine auf YouTube mit 350.000 Abonnenten.
2023 produzierte Lowe zusammen mit Wayne Graves den Action-Spielfilm The Last Kumite, in dem Actionlegenden der 1980er und 90er Jahre mitspielten. Er schrieb auch das Drehbuch. Der Film verkaufte sich in über 20 Ländern Weltweit.
Seit 2023 moderiert Lowe das YouTube-Format Sean David TV, das sich mit Gästen aus Film- und Entertainmentbranche mit Filmklassikern der 80er Jahre beschäftigt. 2024 startete er seine neue Sendung "MC FLY TV" mit Stars aus der Kino-, Musik- und Sportwelt.
Kurze Zeit darauf erschien seine Dokumentation "Life after the Neverending Story" die mit mehreren Filmfestival Awards ausgezeichnet wurde.
2024 organisierte er die Karate Tiger Reunion in Düsseldorf, und brachte erstmalig die Darsteller nach 40 Jahren wieder zusammen. Zeitgleich produzierte er zwei Jahre die Doku zum Film "The Untold Story of No Retreat No Surrender".
2024 lieh er in der Neuauflage der "Masters of the Universe" Hörspiele dem Charakter "Zetos" seine Stimme.
Er war Talkgast bei Fußball 2000 und Kino Plus.
2025 unterschrieb Lowe einen Vertrag bei PlayersTV in den USA, und moderiert dort mit dem ehemaligen NBA-Spieler "Geert Hammink" die Show "One Shot".

## Filmografie
- 2017: NBA got Game Tv
- 2019: Basketball Time Machine
- 2023: Sean David TV
- 2024: The Last Kumite
- 2024: Life after the Neverending Story
- 2025: Mehr als ein Film – Die Geschichte von Karate Tiger
- 2025: Lion Fist